# Cures (Sarthe)
Cures település Franciaországban, Sarthe megyében. Lakosainak száma 490 fő (2022. január 1.). Cures Conlie, La Quinte, Degré, Lavardin, Domfront-en-Champagne és Bernay-Neuvy-en-Champagne községekkel határos.

## Népesség
A település népességének változása:
| Lakosok száma | 521  | 503  | 507  | 485  | 479  | 471  | 477  | 484  | 490  |
|               | 2013 | 2015 | 2016 | 2017 | 2018 | 2019 | 2020 | 2021 | 2022 |